# Ugly Beauty
Ugly Beauty es el decimocuarto álbum de estudio de la cantante taiwanesa Jolin Tsai, publicado el 26 de diciembre de 2018, por el sello Sony Music.

## Lista de canciones
| N.º   | Título                           | Escritor(es)                                                           | Duración |  |
| 1.    | «Necessary Evil» (惡之必要)      | Li Wei-ching Razor Chiang Starr Chen                                   | 3:48     |  |
| 2.    | «Womxnly» (玫瑰少年)             | Jolin Tsai Ashin Chen I-ju Razor Chiang                                | 3:11     |  |
| 3.    | «Ugly Beauty» (怪美的)           | Greeny Wu Rhys Fletcher Stan Dubb Richard Craker Jolin Tsai Starr Chen | 3:02     |  |
| 4.    | «Karma» (你也有今天)             | Lan Xiaoxie Jolin Tsai Hayley Michelle Aitken Johan Isac Gustafsson    | 3:06     |  |
| 5.    | «Lady in Red» (紅衣女孩)         | Matthew Yen Alex Ni Lotus Wang Karencici Jeff Bova                     | 3:14     |  |
| 6.    | «Sweet Guilty Pleasure» (甜秘密) | Adia Jolin Tsai Olof Lindskog Hayley Michelle Aitken Johan Moraeus     | 3:27     |  |
| 7.    | «Romance» (愛的羅曼死)           | Wyman Wong Victor Lau                                                  | 4:41     |  |
| 8.    | «Vulnerability» (如果我沒有傷口) | Liao Ting-i Xiao Yu                                                    | 5:01     |  |
| 9.    | «Hubby» (腦公)                   | Color Lee Rhys Fletcher Stan Dubb Richard Craker Alex Sypes Jolin Tsai | 2:52     |  |
| 10.   | «Life Sucks» (消極掰)            | Tom Wang Sam Fishman Jazelle Rodríguez Samual Petersen                 | 3:02     |  |
| 11.   | «Shadow Self» (你睡醒再看)       | Huang Tzu-yuan Mickey Lin Jolin Tsai Sam Ho                            | 3:41     |  |
| 39:05 |                                  |                                                                        |          |  |